# パトリック・ヘンリー・シェリル
パトリック・ヘンリー・シェリル（Patrick Henry Sherrill、1941年11月13日 - 1986年8月20日）は、アメリカ合衆国・オクラホマ州エドモンドの郵便局員。職場で銃を乱射し、自殺した。"ゴーイング・ポスタル"と言うアメリカ英語のスラングの由来でもある。

## 銃乱射事件
当時、シェリルはオクラホマ州エドモンドの郵便局で配達員をしていたが、その勤務態度は酷く怠慢であり、過去に二度停職処分を受けていた。
1986年8月19日の午後、その勤務態度から2人の上司に叱責される。そして翌日の午前8時過ぎ、45口径の自動拳銃2挺と百発の銃弾を入れた郵便袋を肩にかけた彼はタイムカードを押してから前日自分を叱った上司の一人を手始めに殺害した。その後局内の人間を次々に殺しまわり、最期に上司の椅子に座ってから、自らの頭部を銃で撃ち抜き自殺した。15分間の事件で14人の犠牲者、6人の重傷者を出した。

## Going Postal
この事件から、アメリカで"Going postal"というスラングが生まれた。「怒りで発狂する」「ブチ切れる」などの意味で使用される。